# Фриц Валтер (1920)
Вижте пояснителната страница за други личности с името Фриц Валтер.
Фридрих „Фриц“ Валтер (на немски: Friedrich „Fritz“ Walter) е немски футболист-национал, полузащитник и нападател. Капитан на националния отбор на ФРГ и световен шампион от Швейцария '54.
Има 61 мача (30 като капитан) и 33 гола за националния отбор. През цялата си кариера играе само за един отбор – Кайзерслаутерн (от 1928 до 1959 г.) и за този отбор отбелязва 306 гола в 379 мача. Фриц Валтер е известен като техничен футболист, притежаващ отлична тактическа мисъл, с много добри физически данни. Един от първите футболни идоли на Германия след Втората световна война.

## Биография
Роден е в Кайзерслаутерн на 31 октомври 1920 г. Кръщелното му име е Фридрих Валтер, но всички го наричат Фриц. Фриц е първородното дете на Лудвиг и Доротея Валтер, които са собственици на клубното заведение на Кайзерслаутерн. Брат е на Лудвиг, Отмар, Соня и Гизела.
Започва да се занимава с футбол още в ранните си години. На 8-годишна възраст се записва в детско-юношеската школа на Кайзерслаутерн и заиграва за първия отбор на 17 години, за което му е дадено специално разрешение. Дебютира за националния отбор на 14 юли 1940 г. под ръководството на старши треньора Сеп Хербергер и отбелязва три гола срещу Румъния при победата с 9 – 3. Към ноември 1942 г. има 19 гола в 24 мача за националния отбор.
Валтер постъпва в армията като парашутист през 1942 г. и прекарва известно време в съветски трудов лагер в Мармарош-Сегед в днешна Унгария. След като се връща у дома през 1945 г., той отново играе за Кайзерслаутерн и извежда отбора си до шампионска титла през 1951 и 1953 г. Голмайстор на първенството през 1953 г. с 38 гола. Вицешампион през 1948, 1954 и 1955 г. Не се разделя със своя отбор въпреки че има предложения от Атлетико Мадрид и Нанси.
Един от най-известните голове в Германия е отбелязан от Фриц Валтер в Лайпциг през 1956 г. Тогава Кайзерслаутерн играе с източногерманския Висмут. Пред 110 000 души на стадиона в Лайпциг Кайзерслаутерн побеждава с 5:3. Фриц Валтер засича центриране от корнер с пета, като кракът му се намира над нивото на главата. 
Връща се в националния отбор през 1951 г. и е избран за негов капитан. По време на Световното първенство в Швейцария през 1954 г. е дясна ръка на селекционера Сеп Хербергер на игрището. Играе във всичките мачове на ФРГ. В груповата фаза Германия е разгромена от Унгария с 8:3 и на финала отново се изправя срещу тази страна. След като унгарците повеждат с 2 гола в 10-ата минута, ФРГ успява да изравни и в последните 10 минути вкарва победния гол за 3 – 2. Така ФРГ печели своята първа световна титла, а първият футболист на Германия, вдигнал световната купа като капитан-шампион, е Фриц Валтер, на когото 82-годишният президент на ФИФА Жул Риме връчва „Златната Нике“. За Унгария това е единствената загуба в периода 1950 – 1956. За този триумф Валтер обаче получава едва 1000 германски марки.
Последния си мач за националния отбор изиграва на 24 юни 1958 г. на полуфинала срещу Швеция на световното първенство през 1958 г. Там получава тежка контузия, която слага край на международната му кариера. Оттегля се от футбола през 1959 г. като последният му мач е срещу парижкия Расинг на 20 юни 1959 г. Последният си гол за ФРГ отбелязва на 26 май 1956 г. при загубата от Англия с 1 – 3.
След като приключва с футболната си кариера работи във фондация за реинтегриране на непълнолетни престъпници в обществото и често посещава затвори. После става консултант на ФК Алсенборн и накрая представител на производител на спортни стоки. Представител на Организационния комитет за кандидатурата на Германия за домакин на световното първенство по футбол през 2006 г. Има заслуги за избирането на Кайзерслаутерн като един от градовете-домакини на това първенство.
Жени се за италианката Италия Бортолуци през 1948 г. Брат му Отмар Валтер е също доказан футболист и играе с него на световното в Швейцария. Автор е на няколко книги на футболна тематика. Съпругата му умира на 20 декември 2001 г. Фриц приема това тежко и през февруари 2002 г. получава инфаркт, а през май – инсулт. Фриц Валтер умира на 17 юни 2002 г. в град Енкенбах-Алсенборн на 81 години. На 21 юни 2002 г. футболистите на Германия играят с черни ленти срещу САЩ на Световното първенство в Япония и Южна Корея.

## Признание
През 1999 г. феновете го избират в отбора на Германия за 20 век. На 65-ия му рожден ден през 1985 г. Кайзерслаутерн преименува своя стадион Бетценберг на негово име и оттогава той се нарича Фриц-Валтер-Щадион. ФРГ го награждава с Голям федерален кръст за заслуги през 1970 г., както и със Сребърно листо през 1951 г. и още два пъти през 1954 г. – веднъж преди световното и още веднъж след него. През 1995 г. почетният капитан на немския отбор (един от четиримата, другите трима са Уве Зелер, Франц Бекенбауер и Лотар Матеус) и на „Кайзерслаутерн“ е удостоен с Орден за заслуги на ФИФА. През 2004 г., когато УЕФА чества своя 50-годишен юбилей, Германската футболна асоциация го избира за своя Златен играч за периода 1954 – 2003 г.
Почетен гражданин на Кайзерслаутерн и на федералната провинция Рейнланд-Пфалц. Неговото име носят улица, училище, жп вагон, марка искрящо вино и футболен турнир.